# Ngatpang
Ngatpang è uno dei 16 stati in cui si divide Palau.

## Geografia fisica
Lo Stato di Ngatpang è costituito dalla parte centro-occidentale dell'isola di Babeldaob, la principale delle isole delle Palau, per un'estensione totale di 47 km² ed una popolazione (al 2000) di 280 abitanti. Il territorio è costituito dai due lati, non contigui, della Ngeremeduu Bay.